# بيلي ويد
بيلي ويد (بالإنجليزية: Billy Wade) هو مهندس أمريكي، ولد في 28 فبراير 1930 في هيوستن في الولايات المتحدة، وتوفي في 5 يناير 1965 في دايتونا بيتش في الولايات المتحدة.